# Pelargonium acraeum
Pelargonium acraeum är en näveväxtart som beskrevs av Robert Allen Dyer. Pelargonium acraeum ingår i släktet pelargoner, och familjen näveväxter. Inga underarter finns listade i Catalogue of Life.